# Harvester of Sorrow
Singles de Metallica
Eye of the Beholder
(1988) ...And Justice for All
(1988)
Pistes de ...And Justice for All
The Shortest Straw The Frayed Ends of Sanity
Harvester of Sorrow est le sixième morceau issu de l'album ...And Justice for All et dure 5 min 42 (chanson la plus courte de l'album après Dyer's eve ; ce fut aussi un des singles de l'album sorti avant One, mais uniquement au Royaume-Uni. Comparé aux autres morceaux de l'album, il est plus basique et plus instantané.
Le texte de la chanson parle d'un homme qui mène une vie ordinaire, avec un travail, une femme et trois enfants et qui, un beau jour, sans prévenir, craque et se met à tuer tout le monde. Il y a sans doute plus réjouissant comme sujet... Les fans de Metallica ont des théories divergentes concernant la signification exacte des paroles. Mais ce qui est sûr c'est que le personnage de la chanson se sent mal (« sa vie suffoque, il veut y renoncer ; il n'a pas eu de jeunesse ; son amour se transforme en haine ; il se sent prisonnier de son destin et s'engage à faire souffrir d'autres personnes »).
Le groupe a commencé à interpréter cette chanson sur scène avant la sortie de ...And Justice for All pendant le Monster of Rock Tour durant l'été 1988 avec Van Halen, Scorpions, Dokken et Kingdom Come qui participaient aussi au festival. La chanson fait partie de celles préférées des fans pendant les concerts du groupe ; il y a également un duel concernant le solo entre Hetfield et Hammett et durant leurs concerts, il y a une pause considérable durant laquelle Hetfield prend son temps et crache avant de dire à la foule : « All have said their prayers » et toujours durant leurs concerts il y a un silence avant que le groupe ne reprenne la chanson causant une certaine attente du public.
Cette chanson a été systématiquement jouée après la sortie de l'album et jusqu'à la tournée de Load. Elle a commencé à être rejouée en live pour la tournée Madly In Anger With The World Tour qui a suivi l'album St. Anger.
La face B de Harvester of Sorrow (The Prince) a été aussi commercialisée en single.

## Composition du groupe
- James Hetfield : chants et guitare rythmique
- Lars Ulrich : batterie
- Jason Newsted : basse
- Kirk Hammett : guitare solo

## Liste des titres
| A1. | Harvester of Sorrow | James Hetfield, Lars Ulrich | 5:42 |

| 1. | Harvester of Sorrow                  | James Hetfield, Lars Ulrich              | 5:42 |
| 2. | Breadfan (reprise de Budgie)         | Tony Bourge, Ray Phillips, Burke Shelley | 5:44 |
| 3. | The Prince (reprise de Diamond Head) | Brian Tatler, Sean Harris                | 4:26 |

| A1. | Harvester of Sorrow              | James Hetfield, Lars Ulrich               | 5:42 |
| A2. | Breadfan                         | Tony Bourge, Ray Phillips, Burke Shelley  | 5:44 |
| A3. | The Prince                       | Brian Tatler, Sean Harris                 | 4:26 |
| B4. | For Whom the Bell Tolls (live)   | James Hetfield, Lars Ulrich, Cliff Burton | 5:11 |
| B4. | Welcome Home (Sanitarium) (live) | James Hetfield, Lars Ulrich, Kirk Hammett | 6:27 |

## Format
| Année | Pays        | Format                     | Catalogue               | Label              |
| ----- | ----------- | -------------------------- | ----------------------- | ------------------ |
| 1988  | Royaume-Uni | CD                         | 870 614-2               | Vertigo Records    |
| 1988  | Pays-Bas    | Vinyle 12"                 | 870 614-1               | Vertigo Records    |
| 1988  | Royaume-Uni | Vinyle 12"                 | METAL 212               | Vertigo Records    |
| 1988  | Royaume-Uni | Vinyle 12" (Maxi 45 tours) | METAL 212 INT. 870614-1 | Vertigo PhonoGram  |
| 2005  | États-Unis  | Picture-disc 12" (Promo)   | 874052-1                | Vertigo, PhonoGram |